# Tmesisternus geelvinkianus
Tmesisternus geelvinkianus è una specie di coleottero del genere Tmesisternus, famiglia Cerambycidae. Fu descritta scientificamente da Gestro nel 1876 e abita frequentemente le foreste tropicali dell'Indonesia. È una specie che raggiunge dimensioni di 16mm.